# Конференція ООН з питань зміни клімату 2018
У 2018 році відбулася одна з найважливіших подій у сфері збереження навколишнього середовища – Конференція ООН з питань зміни клімату. Ця конференція, відома також як COP24 (24-а сесія Конференції сторін Рамкової конвенції ООН про зміну клімату), відбулася у місті Катовице, Польща.
Головною метою COP24 було обговорення та прийняття конкретних заходів щодо впровадження Паризької угоди, яка була укладена у 2015 році на попередній Конференції зміни клімату. Угода передбачала зобов'язання країн зменшити викиди парникових газів з метою обмеження глобального потепління до значень нижче 2 °C порівняно з рівнем до індустріальної ери.
На COP24 зібралися представники понад 190 країн, а також низка міжнародних організацій, НПО та наукових установ. Під час конференції відбулися живі дискусії, панельні обговорення та переговори, спрямовані на розробку конкретних механізмів впровадження зобов'язань, взятих країнами в рамках Паризької угоди.
Одним із ключових питань, яке обговорювалося на COP24, була фінансова підтримка для країн, що розвиваються, у їхніх зусиллях боротьби зі зміною клімату та адаптації до її наслідків. Також було прийнято рішення щодо створення правил щодо моніторингу, звітності та перевірки виконання країнами їхніх зобов'язань згідно з угодою.
COP24 завершилася прийняттям Катовицького плану дій, який містив конкретні кроки щодо реалізації Паризької угоди. Ця конференція стала важливим кроком у напрямку спільних зусиль міжнародної спільноти у боротьбі зі зміною клімату та збереженні нашої планети для майбутніх поколінь.